# هارييت والتر
هارييت والتر (بالإنجليزية: Harriet Walter)‏ (و. 1950 – م) هي ممثلة من المملكة المتحدة . ولدت في لندن.

## التعليم
تعلمت في أكاديمية لندن للموسيقى والفنون المسرحية، وCranborne Chase School ‏

## جوائز وترشيحات
حصلت على جوائز منها:
- جائزة المسرح العالمي (1994)[6]
- قائدة رتبة الإمبراطورية البريطانية
- جائزة لورنس أوليفيه.

ترشحت لـ:
- Tony Award for Best Actress in a Play (2009).

## روابط خارجية
- هارييت والتر على موقع IMDb (الإنجليزية)
- هارييت والتر على موقع قاعدة بيانات الأفلام العربية
- هارييت والتر على موقع ألو سيني (الفرنسية)
- هارييت والتر على موقع ميوزك برينز (الإنجليزية)
- هارييت والتر على موقع أول موفي (الإنجليزية)
- هارييت والتر على موقع قاعدة بيانات برودواي على الإنترنت (الإنجليزية)
- هارييت والتر على موقع قاعدة بيانات الأفلام السويدية (السويدية)
- هارييت والتر على موقع ديسكوغز (الإنجليزية)
- هارييت والتر على موقع قاعدة بيانات الفيلم (الإنجليزية)
- هارييت والتر على موقع كينوبويسك (الروسية)